# Debbie Does Dallas
Debbie Does Dallas é um filme pornográfico de 1978 estrelado por Bambi Woods. A trama do filme se concentra em uma equipe de líderes de torcida tentando ganhar dinheiro suficiente para enviar a personagem-título para Dallas, Texas, para fazer um teste para a famosa equipe de líderes de torcida "Texas Cowgirls". O nome fictício "Texas Cowgirls" foi visto como uma alusão as Dallas Cowboys Cheerleaders da vida real. Woods havia tentado entrar anteriormente para as Dallas Cowboys Cheerleaders na vida real, mas foi cortada durante as audições.
O filme foi um grande sucesso, vendendo 50.000 cópias quando chegou ao videoteipe, o que o tornou o vídeo pornô de maior sucesso de sua época. É considerado um dos lançamentos mais importantes durante a chamada "Idade de Ouro da Pornografia" (1969-1984), e continua sendo um dos filmes pornográficos mais conhecidos. O filme está em domínio público após uma decisão do tribunal dos EUA em 1987 que declarou que seus direitos autorais foram perdidos.
O filme gerou uma série de sequências e spin-offs, incluindo Debbie Does New Orleans, Debbie Does Wall Street, Debbie Does Dallas Again e a franquia não relacionada Debbie Duz Dishes. Também gerou um musical Off-Broadway em 2002, Debbie Does Dallas: The Musical.

## Sinopse
Debbie Benton (Bambi Woods), capitã de seu time de líderes de torcida do colégio, foi aceita para fazer um teste para as Texas Cowgirls. Seus pais desaprovam e se recusam a pagar sua passagem para o Texas. Em uma tentativa de ajudar Debbie, suas companheiros de esquadrão Lisa (Georgette Sanders), Roberta (Misty Winter), Tammy (Lago Arcadia), Pat (Kasey Rodgers) e Annie (Jenny Cole) decidem acompanhá-la ao Texas. Com duas semanas para arrecadar o dinheiro, eles renunciam à atividade sexual com seus namorados e formam uma empresa, a Teen Services.
Tammy consegue um emprego na loja de discos local administrada por Tony (Tony Mansfield). Debbie consegue um emprego em uma loja de esportes administrada pelo Sr. Greenfield (Richard Bolla). Roberta convence o Sr. Hardwick (Eric Edwards) a lhe dar um emprego na loja de velas com a Sra. Hardwick (Robyn Bird). Rikki (Sherri Tart) e Annie concordam em lavar o carro do Sr. Bradly.
O time de futebol se irrita com a falta de sexo. O namorado de Roberta, Rick (David Morris) e seus companheiros de equipe juntam-se a Roberta e Pat no chuveiro, onde fazem sexo grupal. Enquanto trabalhava para Greenfield na loja de esportes, Debbie é convencida a permitir que Greenfield veja seus seios por US$ 10 e acaricie seus seios por outros US $ 10. Em seguida, ele os suga por um adicional de US$ 20.
Percebendo que não conseguirão arrecadar dinheiro suficiente por meios legítimos, Debbie convence as outras meninas a se envolverem em atividades sexuais por mais dinheiro. Elas concordam, mas apenas se for em seus termos.
Depois que Roberta é pega se masturbando perto da Sra. Hardwick, Roberta começa a ter atividade sexual com o Sr. e a Sra. Hardwick, ganhando um dinheiro extra. Rikki e Annie vão ver o Sr. Bradly (David Suton), para lavar seu carro. O Sr. Bradly não está em casa, mas elas lavam o carro dele mesmo assim. Quando o Sr. Bradly volta para casa, ele as convida para secar as roupas molhadas. Eles se despem para ele por US $ 10 cada. Ele faz cunilíngua nelas e depois faz sexo anal com Annie.
Na biblioteca, Donna (Merril Townsend) flerta com o Sr. Biddle, o bibliotecário. Visitando-a no trabalho, seu namorado Tim (Bill Barry) tenta fazer sexo com ela. Ela faz sexo oral nele, mas é pega pelo Sr. Biddle (Jack Teague). Donna permite que ele bata nela para impedi-lo de contar aos pais dela. Hamilton (Peter Lerman) e seu amigo Ashly (Ben Pierce) estão na sauna do clube de tênis depois de uma partida de tênis, e Hamilton convence Lisa a fazer sexo oral nele enquanto Ashly a penetra.
Na loja de discos, Tammy tem evitado os avanços de Tony; ela liga para Lisa, que se junta a eles na loja de discos. Lisa oferece a Tony "qualquer coisa" e ela começa a fazer sexo com ele, e então Tammy se junta a ele, e ele ejacula nos seios de Tammy.
Na cena final, Debbie chega na loja do Sr. Greenfield após o expediente, em um uniforme do Texas Cowgirls, conforme ele pediu. Greenfield, vestido como Joe Namath, revela seu sonho de ser o quarterback que fez amor com a líder de torcida, e ela obedece. Ela faz sexo oral nele, e ele penetra sua vagina com o dedo e faz cunilíngua nela. Em seguida, eles se envolvem em sexo vaginal, primeiro na posição de missionários , depois no estilo cachorrinho , e então com Debbie por cima . Eles terminam na posição de missionários com o Sr. Greenfield saindo de dentro dela logo antes de ejacular.

## Elenco
- Bambi Woods como Debbie Benton
- Richard Balla como Mr. Greenfeld
- Christie Ford (como Misty Winter) como Roberta
- Robin Byrd como Mrs. Hardwick
- Eric Edwards como Mr. Hardwick
- Rikki O'Neal (como Sherri Tart) como Rikki
- Jenny Cole como Annie
- David Pierce (como David Suton) como Mr. Bradly
- Merle Michaels (como Merril Townsend) como Donna
- Jack Teague (como Jake Teague) como Mr. Biddle
- Bill Barry como Tim
- Georgette Sanders como Lisa
- Peter Lerman como Hamilton
- Ben Pierce como Ashly
- Arcadia Lake como Tammy
- Tony Mansfield como Tony
- David Morris como Tim
- Kasey Rodgers como Pat
- Debbie Lewis como mulher no chuveiro
- Steve Marshall como homem no chuveiro
- Graham Silcock como homem no chuveiro

## Produção
O filme foi produzido e dirigido por Jim Clark. Algumas cenas foram filmadas no campo de atletismo do Brooklyn College e na biblioteca do Pratt Institute em Brooklyn, Nova York, sem o conhecimento ou aprovação da administração. Há um boato infundado na internet de que certas cenas foram filmadas na Universidade Stony Brook, incluindo a cena da biblioteca. No entanto, isso foi considerado improvável após uma investigação com ex-alunos, e o presidente da produtora de Debbie Does Dallas disse que tal afirmação "era puramente inconclusiva".

## Lançamento
Em Nova York, um cinema adulto que exibia os filmes foi proibido de exibi-lo pelas Dallas Cowboy Cheerleaders sob a Lanham Act (marca registrada). O caso foi The Dallas Cowboys Cheerleaders v. Pussycat Cinema. Ao afirmar a decisão do tribunal distrital em favor das Cheerleaders, o Tribunal de Apelações dos Estados Unidos para o Segundo Circuito descreveu o filme como "um filme de sexo nojento e revoltante". As Cheerleaders argumentaram com sucesso que seus uniformes foram imitados pelos produtores do filme e usados em publicidade. O cinema argumentou que os uniformes são itens estritamente funcionais, mas o Segundo Circuito explicou que "[i] está bem estabelecido que, se o design de um item não for funcional e tiver adquirido um significado secundário, o design pode se tornar uma marca registrada mesmo que o próprio item seja funcional." A decisão foi criticada com base na liberdade de expressão, mas o Sétimo Circuito citou-a pela proposição de que "confusão sobre patrocínio ou aprovação, mesmo quando a marca não engana os consumidores sobre a origem dos produtos", pode ser suficiente para afirmar um reclamação ao abrigo do Lanham Act 43 (a).
Em outro processo judicial de 1983 em United States v. Various Articles of Obscene Merchandise concluiu que o filme não era obsceno.
A publicação de 1986 do Relatório Meese continha descrições gráficas das cenas de sexo do filme e trechos de diálogos sem censura, que podem ter contribuído para que o relatório se tornasse um best-seller.

## Copyright
Debbie Does Dallas estreou no Pussycat Theatre de Nova York em 1978 e foi exibido sem aviso de direitos autorais. Em 1979, o detentor dos direitos M & A Associates celebrou um acordo de distribuição mundial de vídeo exclusivo com a VCX, pelo qual a VCX concordou em pagar à M & A um adiantamento e fazer pagamentos de royalties em cada venda. Ao receber uma cópia do filme, o presidente da VCX, Norman Arno, contatou o presidente da M&A, Arthur Weisberg, para solicitar proteção de direitos autorais. Arno também contratou os serviços dos advogados John Lappen e Peter Berger para combater a cópia não autorizada do filme. Antes que o litígio pudesse começar, a VCX foi obrigada a adicionar avisos de direitos autorais a todas as cópias do filme e registro de arquivo no Escritório de Direitos Autorais dos Estados Unidos; entretanto, a VCX não poderia proteger os direitos apenas adicionando um aviso ao videocassete, já que um também precisava ser adicionado às cópias teatrais. Em 1981, Berger informou a Weisberg da necessidade de adicionar um aviso de copyright às cópias enviadas a vários cinemas, mas Weisberg recusou. Por causa da recusa de Weisberg em resolver o problema, Lappen e Berger concluíram que os direitos autorais haviam sido perdidos. Em 1982, a VCX rescindiu seu contrato com a M&A e parou de pagar royalties, mas continuou a distribuir o filme. Em 1987, a M&A abriu um processo contra a VCX no Tribunal Distrital dos Estados Unidos para o Distrito Leste de Michigan por quebra de contrato. A VCX argumentou que o contrato foi anulado devido à falha da M&A em cumprir a Lei de Direitos Autorais de 1976. O tribunal decidiu a favor de VCX, e o juiz decidiu que "as ações de Weisberg colocaram o filme irremediavelmente no domínio público [dos Estados Unidos] ".

## Paródias e remakes
O filme teve inúmeras sequências e remakes ao longo de várias décadas. O Internet Adult Film Database lista doze filmes separados como parte da franquia de filmes de 1979 a 2007. No livro de 2013, Pornography and Seriality: The Culture of Producing Pleasure, o jornalista David Slayden foi citado como tendo dito: "Nenhum outro pornográfico filme foi refeito com mais freqüência do que Debbie Does Dallas." A lista de filmografia inclui:
- Debbie Does Dallas (1979)
- Debbie Does Dallas 2 (1981)
- Debbie Does Dallas III: The Final Chapter (1985)
- Debbie Does Dallas 4 (1988)
- Debbie Does Dallas 5 (1988)
- Debbie Does Dallas Again (1993)
- Debbie Does Dallas 20th Anniversary Edition (1994)
- Debbie Does Dallas: The Next Generation (1998)
- Debbie Does Dallas '99 (1998)
- Debbie Does Dallas: The Revenge (2003)
- Debbie Does Dallas: East Vs West (2004)
- Debbie Does Dallas ... Again (2007)

Spinoffs incluem:
- Debbie Duz Dishes (1986)
- Debbie Does 'Em All (1986)
- Debbie Does Wall Street (1991)
- Debbie Loves Dallas (2007)

Em 2001, Debbie Does Dallas: The Musical foi criado por Susan L. Schwartz para o New York International Fringe Festival. Em 2002, foi transformado em uma comédia musical Off-Broadway de mesmo nome. Ao contrário do filme original, o musical não continha sexo real ou nudez, o que causou certa decepção entre as pessoas, como falsa campanha publicitária tinha sido feita e os produtores do musical não fez nada para descartá-lo. Desde então, o show tem sido apresentado em todo o mundo, muitas vezes com uma direção mais ousada e coreografia mais explícita. A história, o diálogo e os personagens são bastante fiéis ao filme original, com números musicais representando cenas de sexo ou adicionados para efeito cômico. Ainda em 2015, a versão musical continua a ser executada.
Em 2005, um documentário chamado Debbie Does Dallas Uncovered foi produzido e exibido na televisão britânica pelo Channel 4.
Em 2006, a VCX empregou Media Blasters para remasterizar digitalmente o filme do filme original de 35 mm em um conjunto de 2 discos "Definitive Collectors Edition" em DVD.
Em 11 de abril de 2007, o Vivid Entertainment Group começou a incluir o Debbie Does Dallas original com um novo lançamento intitulado Debbie Does Dallas ... Again nos formatos DVD, Blu-ray e HD DVD. Também foi refeito com estrelas pornôs contemporâneas.